# Valeur d'exposition
La valeur d’exposition est une mesure du domaine de la pollution atmosphérique, de l'eau ou des sols, notamment utilisée dans les réglementations officielles.

## Valeur limite d'exposition professionnelle (VLEP)
Elle représente le niveau maximal de concentration de substances polluantes (par exemple dans l'air), fixé sur la base de connaissances scientifiques, au-delà duquel une exposition de courte durée présente un risque pour la santé humaine ou de dégradation de l'environnement, à partir duquel des mesures d'urgence doivent être prises. Ce terme est très général et ne donne pas de précision sur la durée d'exposition.
En France, le calcul des VLEP se fait selon une méthodologie décrite par un document de référence pour l’élaboration de valeurs limites d’exposition à des agents chimiques en milieu professionnel (ANSES, 2017). Ce document définie la VLEP comme la valeur limite des indicateurs biologiques pertinents pour une exposition à une substance chimique donnée. 
Tout comme la VLEP-8h (Valeur Limite d’Exposition Professionnelle moyennée sur 8 heures) recommandée par l’Anses, elle vise à protéger le travailleur des effets toxiques d'une exposition (à moyen et long termes) pour une substance chimique seule (mais des effets synergies sont possibles) considérée régulièrement et pendant la durée d’une « vie de travail ».
D'après l'ANSES, selon les données disponibles, la signification des valeurs limites biologiques (VLB) recommandées diffère :
1. si les données scientifiques permettent de quantifier avec certitude une relation dose/réponse, les valeurs limites biologiques (VLB) doivent être établies « sur la base de données sanitaires (absence d’effet, pour les substances présentant des effets à seuil, ou niveaux de risque, pour les substances présentant des effets sans seuil) »[1] ;
2. sans ces données, pour les substances à seuil d'effet, le calcul de la VLB se base sur les « relations entre l’exposition externe et l’IBE et correspondra à la concentration attendue de l’IBE lorsque le travailleur est exposé à la VLEP-8h »[1].
3. pour les produits cancérogènes, sans données quantitatives suffisantes, « en l’absence de données quantitatives suffisantes, c’est sur la base d’un autre effet qu’une valeur limite biologique sera calculée (VLB pragmatique). Ces dernières valeurs ne garantissent pas l’absence d’effets sanitaires, mais visent à limiter les expositions à ces substances sur les lieux de travail. »[1].

Les « valeurs biologiques de référence » (VBR) peuvent être imposées, ou plus souvent recommandées. « Elles correspondent à des concentrations mesurées dans une population générale d’adultes dont les caractéristiques sont proches de celles de la population française. Ces VBR ne peuvent être considérées comme protectrices de l’apparition d’effets sanitaires ; elles permettent cependant une comparaison avec les concentrations d’indicateurs biologiques d’exposition mesurées chez des professionnels exposés. Ces valeurs sont particulièrement intéressantes dans les cas où il n’est pas possible d’élaborer une VLB (ANSES, 2017) ».

### Valeur limite de courte durée (VLCT)
La valeur limite de courte durée ou VLCT est une notion utilisée en hygiène du travail. Il s'agit par exemple de la concentration maximale admissible, pour une substance donnée, dans l'air du lieu de travail, à laquelle le travailleur peut être exposé pour une courte durée (c'est-à-dire inférieure ou égale à 15 minutes).

#### En Suisse
Dans l'air, pour les substances ayant des propriétés irritantes locales, la VLE mesurée durant 15 minutes doit en principe refléter l’exposition moyenne au cours de toute la période de travail, ce qui signifie que la VME ne doit pas être dépassée, même durant une durée limitée à 15 minutes. Pour les substances dont la VLE peut être plus élevée que la VME, les VLE correspondent aux valeurs moyennes mesurées durant 15 minutes. Le délai entre les 4 pics d’exposition autorisés par période de travail doit être d’au minimum une heure. La VME doit toujours être respectée.

### Valeur limite d'exposition professionnelle 8h (VLEP 8h)
La valeur limite d'exposition professionnelle 8h (équivalent de l'ancien terme valeur moyenne d'exposition) est une notion utilisée en hygiène du travail. Il s'agit de la concentration maximale admissible, pour une substance donnée, dans l'air du lieu de travail, où le travailleur est amené à travailler une journée entière.

### En France

#### Code du travail
L'article R 4412-149 de 2008 modifie la définition de la VLEP 8h. La définition du code du travail français parle de VLEP, valeur limite d'exposition professionnelle mesurée ou calculée par rapport à une période de référence de huit heures, moyenne pondérée dans le temps.

#### L'exposition professionnelle
Pour bien l'évaluer, il faut être en mesure de retracer le cumul des expositions au cours de la vie ou d'une période donnée, pour un individu, un individu moyen ou un groupe donné, ce qui est rendu difficile par le manque de suivi médical de certains secteurs, le manque de « nomenclature d'exposition », la mobilité professionnelle, les situations de « travail multiple » et/ou la confidentialité ou non-traçabilité de certaines informations.
Des principes et un « Cahier des charges » ont été définis dans ce sens en 2007, résumés dans une « Note de problématique sur la traçabilité des expositions professionnelles », approuvée par la CATMP le 12 mars 2008.
Les partenaires sociaux ont souhaité la mise en place d'un « système de traçabilité qui porterait principalement, dans un premier temps, sur les risques liés à une exposition aux produits CMR et qui aurait pour finalité prioritaire une incitation forte à la prévention ».
En 2008, à la demande du ministre de la santé, un rapport a été publié sur la « traçabilité des expositions professionnelles ».
En 2013, sous l'égide de la CATMP et de la DRP, un site nommé STEP-CMR a été ouvert et destiné à l'expérimentation d'un dispositif de traçabilité des expositions professionnelles en France (pour l'exposition aux CMR 1&2), avec photos et documents pédagogiques sur les risques professionnels

### Au Canada
C'est la VEMP (valeur d'exposition moyenne pondérée, équivalent du « 8-hour Time Weighted Averages » des anglophones) qui sert de référence.
C'est la « concentration moyenne pondérée  pour une période de 8 heures par jour, en fonction d'une semaine de 40 heures, d'une substance chimique (sous forme de gaz, poussières, fumées, vapeurs ou brouillards) présente dans l'air au niveau de la zone respiratoire du travailleur. »
Elle se calcule avec une pondération sur 8 heures. Elle est définie dans le nouveau RSST (« Règlement sur la santé et la sécurité du travail ») du Québec.

Un utilitaire calcule une valeur d'exposition moyenne ajustée (VEMA) en fonction d'un horaire de travail non conventionnel (à partir de la VEMP Valeur d'exposition moyenne pondérée), selon une méthode précisée dans un guide ad hoc ; Les asphyxiants simples et les substances réglementées avec des valeurs plafond (VP), valeurs d'expositions de courtes durées ou qui ont la mention " sans valeur d'exposition admissible " ne sont pas touchées par le processus d'ajustement. Mais une catégorie d'ajustement existe pour ces substances afin de permettre aux utilisateurs d'adopter les principes d'ajustement à leur propre système de valeurs limites.

### En Suisse
La VME indique la concentration moyenne dans l’air des postes de travail en un polluant donné qui, en l’état actuel des connaissances, ne met pas en danger la santé de la très grande majorité des travailleurs sains qui y sont exposés, et ceci pour une durée de 42 heures hebdomadaires, a raison de 8 heures par jour, pendant de longues périodes. Le polluant en question peut être sous forme de gaz, de vapeur ou de poussière.

## Dans les habitations
En France, bien que le temps moyen passé dans l'habitat (ou l'habitacle d'un véhicule) puisse être très significatif, il n’existe pas de valeur moyenne d'exposition fixée par la réglementation pour l'air ambiant dans l'habitat ou les voitures. De manière générale, on admet des valeurs équivalentes au tiers de celles fixées pour les lieux de travail.[réf. nécessaire]